# Plesiochoffatia
Plesiochoffatia is een geslacht van uitgestorven zoogdieren uit het Laat-Jura. Het was een relatief vroeg lid van de eveneens uitgestorven orde Multituberculata, de onderorde Plagiaulacida en de familie Paulchoffatiidae. Het was een bewoner van Portugal tijdens het tijdperk van de dinosauriërs.
Het geslacht Plesiochoffatia ('dichter bij Choffatia') werd in 1999 benoemd door Gerhard Hahn en Renate Hahn. Het is een vervangingsnaam voor Parachoffatia ('naast Choffatia ') Hahn & Hahn, 1998, welke naam als bezet was door het schelpdier Homoeoplanulites (Parachoffatia) arisphinctoides Mangold 1970. De typesoort is Plesiochoffatia thoas. De soortaanduiding is het Grieks θοάς, 'de snelle'. In 1998 werd die fout gespeld als thoa.
Overblijfselen zijn gevonden in lagen van het Kimmeridgien (Laat-Jura) van Guimarota, Portugal. In 1998 werden nog twee soorten benoemd (en een foute mannelijke uitgang gegeven) onder de naam Parachoffatia: Parachoffatia peparethos en Parachoffatia staphylos, 'de druiventros'.